# Elogi de l'aigua
Elogi de l'aigua és una escultura d'Eduardo Chillida situada al parc de la Creueta del Coll a Barcelona. L'artista té dues obres públiques més a la ciutat: Topos V (1986), a la plaça del Rei; i Barcelona 1998 (1998), a la plaça dels Àngels.

## Història
El parc està situat en un dels Tres Turons. Antigament, va ser una pedrera de pedra granítica, i la seva transformació en parc públic es va realitzar el 1987 gràcies a un projecte de Martorell-Bohigas-Mackay. La part principal del parc conté una gran plaça de 6000 m², on destaca un llac que a l'estiu serveix de piscina pública. Va ser ornamentat amb diverses obres d'art públic, com ara el Tòtem d'Ellsworth Kelly i Sol i Lluna, de Montserrat Altet. També estava prevista la instal·lació de l'escultura Cap de Barcelona, de Roy Lichtenstein, que finalment es va col·locar al port.
Chillida havia rebut l'encàrrec de confeccionar una escultura de grans dimensions en algun lloc de Barcelona. Ell mateix va escollir l'emplaçament quan el parc encara estava en obres. L'escultura va ser realitzada in situ, amb un encofrat que es va emplenar de formigó armat, i un cop solidificat es va retirar la carcassa. L'obra va ser inaugurada el 2 de maig de 1987 per l'alcalde Pasqual Maragall, just l'endemà que l'escultor rebés el Premi Príncep d'Astúries de les Arts.
El 1998, l'escultura va caure sobre el llac, que no tenia aigua, i la projecció dels trossos trencats va ferir 3 turistes. La causa de l'accident va ser el trencament per fatiga i oxidació d'un dels tensors que subjectava l'estructura a les parets de l'antiga pedrera.

## Descripció
Es tracta d'una peça massissa de formigó armat de forma quadrada a la part superior, de la qual sorgeixen quatre braços corbs, una fesomia habitual en la producció de l'artista. Està suspesa sobre la part posterior del llac amb quatre cables d'acer que pengen de la muntanya. Pesa 54 tones i mesura 12 m d'alçada per 7,2 de llargada i 6,5 d'amplada.
En el projecte original estava suspès sobre un petit estany transitable per una passarel·la de fusta a la seva part posterior, però després de la caiguda del 1998 l'estany va ser dessecat i es va tancar l'accés a la zona, per prevenir possibles accidents en persones. Amb això es va desvirtuar bona part de la intenció de l'artista, que volia que l'obra es veiés reflectida a l'aigua, com al mite de Narcís, que es va enamorar del seu propi reflex en l'aigua i embogí fins a la mort. L'escultura amb els seus quatre braços s'assembla a una mà que intenta atrapar la seva pròpia imatge reflectida a l'estany. Com el títol indica, l'obra és un homenatge a l'aigua, la qual jugava un factor important en l'apreciació de l'escultura; segons el mateix autor, «jo faig la meitat de l'escultura; l'altra meitat la fa l'aigua».

### Integració en l'espai
Com en altres obres seves, l'autor aconsegueix una gran harmonia entre les línies corbes i rectes, així com entre els espais buits i massissos. L'escultura busca delimitar un espai que constitueix l'essència mateixa de l'obra tant com la matèria, i estableix un diàleg entre matèria i buit. Les grans dimensions, pes de l'obra i el seu caràcter massís n'accentuen l'autenticitat i complexitat, encara que per la seva instal·lació suspesa, adquireixi una lleugeresa que pot observar-se, gràcies a la seva situació, des de diferents punts de vista.
L'escultura presenta una variació important pel que fa a la seva posició espacial: no reposa sobre una base ni s'adossa a un pla:{{cita|La creació escultòrica al nostre segle ha analitzat altres formes volumètriques (volum negatiu o còncau, volum obert, volum perforat, volum reticulat i volum transparent) i ha investigat la possibilitat d'una posició flotant de l'escultura en l'espai, bé suspenent-la, bé recolzant-la en un únic punt.